# Odontamblyopus rebecca
Odontamblyopus rebecca es una especie de peces de la familia de los Gobiidae en el orden de los Perciformes.

## Morfología
- Los machos pueden llegar a alcanzar los 14,1 cm de longitud total.
- Número de  vértebras: 30-31.[1]

## Hábitat
Es un pez de  clima tropical y bentopelágico.

## Distribución geográfica
Se encuentra en Vietnam.

## Observaciones
Es inofensivo para los humanos.